# Alstroemeria philippii
Alstroemeria philippii är en alströmeriaväxtart som beskrevs av John Gilbert Baker. Alstroemeria philippii ingår i släktet alströmerior, och familjen alströmeriaväxter.

## Underarter
Arten delas in i följande underarter:
- A. p. adrianae
- A. p. philippii